# Calle de Santa Brígida
La calle de Santa Brígida es una vía de Madrid (en el barrio de Justicia del distrito Centro) entre las calles  Fuencarral y Hortaleza, en el barrio de Chueca. Debe su nombre —con el que aparece tanto en el plano de Texeira (1656) como en el de Espinosa— a que tenía su fachada en ella la Sala de Santa Brígida del antiguo hospital de leprosos de San Antonio Abad, luego integrado en el conjunto de las Escuelas Pías de San Antón.
El cronista Pedro de Répide la define como «calle de trazado irregular» y la censa en el primer cuarto del siglo xx dentro de los barrios de Hernán Cortés y de San Oprobio, del antiguo distrito del Hospicio, y dependiente de la parroquia de San Ildefonso.
En el número 3 y con entrada en la esquina con la calle de Santa Águeda, estuvo entre 1874 y 1994 el Teatro Martín, local que a lo largo de su existencia, funcionó como teatro por horas, teatro de variedades, cine y salón de conciertos de música pop.
En el número 10 se encuentra actualmente la Escuela Oficial de Idiomas de Madrid-Tribunal, ubicada allí en 1996, compartiendo el edificio con el Instituto de Enseñanza Media Emilia Pardo Bazán (creado en los años 60 y suprimido en 2001, y en el que enseñaron insignes profesores, como Isabel García Lorca y Luis Landero). El solar había sido previamente utilizado, hasta los años 40 del siglo XX, como jardín botánico de la actual Real Academia Nacional de Farmacia, en la época en que funcionaba también como Facultad de Farmacia.

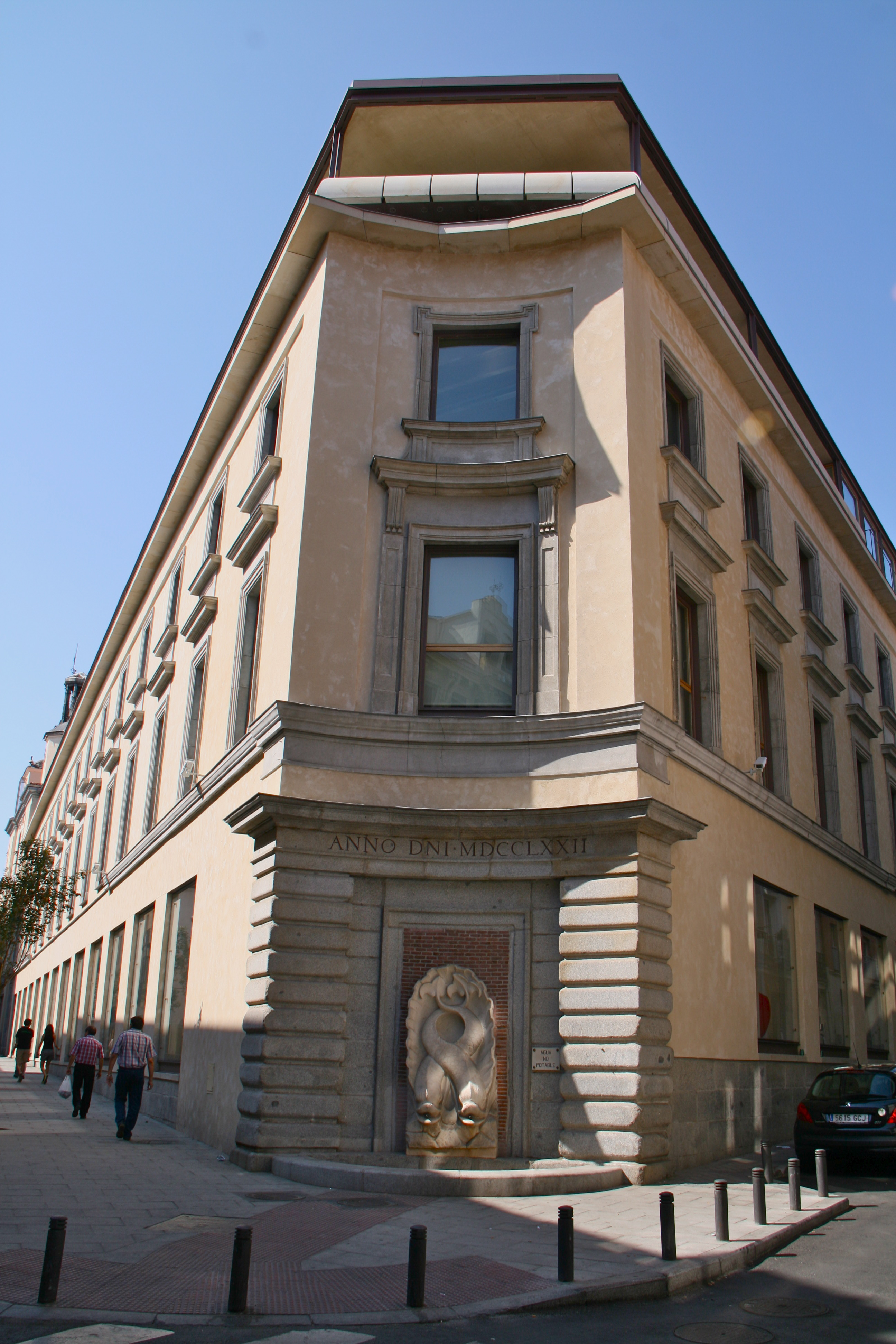
La fuente de los Delfines, antes fuente de los Galápagos de San Antón, en 2012, situada en el chaflán que forman la calle de Hortaleza, a la izquierda, y la de Santa Brígida.

Se conserva en el chaflán con la calle de Hortaleza una fuente con dos delfines, hecha hacia 1900, que sustituyó a la anterior fuente de los Galápagos, obra de Ventura Rodríguez de 1772, que recibía su caudal del viaje de la Fuente Castellana.